# Anything Goes (filme de 1956)
Anything Goes (Brasil: Maravilhas em Desfile / Portugal: A Quadrilha do Amor) é um filme estadunidense de 1956, do gênero musical, dirigido por Robert Lewis e estrelado por Bing Crosby e Donald O'Connor. Baseado no espetáculo de Cole Porter, P. G. Wodehouse e Guy Bolton, grande sucesso da Broadway em 1934, o filme é pouco fiel à fonte, dele conservando apenas a ambientação em um luxuoso transatlântico. Ainda assim, várias canções originais foram preservadas (All Through the Night, You're the Top, I Get a Kick Out of You, Anything Goes e Blow, Gabriel, Blow), às quais foram acrescentadas três novas composições, escritas por Jimmy Van Heusen e Sammy Cahn (You Can Bounce Right Back, A Second Hand Turban And A Crystal Ball e Ya Gotta Give The People Hoke) e mais uma de Porter, It's De-lovely, que apareceu pela primeira vez na montagem de 1962.
O filme é uma nova versão da produção homônima de 1936, também estrelada por Bing Crosby, mas com diversas mudanças introduzidas pelo roteirista Sidney Sheldon.
O historiador Ken Wlaschin considera-o um dos dez melhores filmes de Donald O'Connor.
Este foi o último trabalho de Crosby para a Paramount Pictures, após 23 anos de uma bem sucedida parceria.

## Sinopse
Bill Benson e Ted Adams, famosos compositores da Broadway, decidem trabalhar juntos assim que acabarem suas férias. Eles estão em Paris e, sem contar um  para o outro, prometem o papel de estrela a duas diferentes artistas, a bailarina Gaby Duval e a cantora Patsy Blair. Na viagem de volta, a bordo de um transatlântico, eles precisam dizer a elas que somente uma será escolhida, o que causa inúmeras complicações.

## Elenco
| Ator/Atriz         | Personagem      |
| ------------------ | --------------- |
| Bing Crosby        | Bill Benson     |
| Donald O'Connor    | Ted Adams       |
| Jeanmaire          | Gaby Duval      |
| Mitzi Gaynor       | Patsy Blair     |
| Phil Harris        | Steve Blair     |
| Kurt Kasznar       | Victor Lawrence |
| Richard Erdman     | Ed Brent        |
| Walter Sande       | Alex Todd       |
| Archer MacDonald   | Otto            |
| Argentina Brunetti | Suzanne         |